# 김천시의 시내버스
김천시의 시내버스는 김천시를 관할하여 담당하는 시내버스이며, 운영 업체는 김천버스가 유일하다.

## 버스 요금
김천시의 모든 버스는 앞자리가 '5'자인 구미 시내버스를 제외하면 모두 김천버스가 단독 운영하고 있으며, 카드는 기본적으로 이즐과 KB국민카드가 쓰이고 있다.
| 종류     | 나이   | 카드 (원) | 현금 (원) |
| -------- | ------ | --------- | --------- |
| 기본요금 | 일반   | 1,500     | 1,500     |
| 기본요금 | 중고생 | 850       | 850       |
| 기본요금 | 초등생 | 400       | 400       |

- 일반버스 요금과 좌석버스 요금이 따로 있었으나, 2021년 5월부터 일반버스 요금으로 단일화했다.
- 김천시 관외 구간에서는 시계외요금(km당 107.84원)을 받았으나, 대경선 연계 광역환승제가 시행되면서 시계외요금을 폐지했다.

### 환승 제도
2012년 3월부터 김천시 시내버스 노선 간 무료환승 제도를 실시하였다. 무료 환승을 받으려면 버스 승차 후 1시간(읍면지역은 1시간 30분) 이내에 다른 노선으로 갈아탈 때 1회에 한해 가능하다. 구미시내버스처럼 하차 단말기 없이 최초 승차할 때 카드를 찍은 시간 기준으로 환승 기준이 적용되므로 주의해야 한다.
2013년 11월 1일부터 구미시청과 광역환승 협약을 체결하여 구미시의 시내버스와 무료 환승이 가능하게 되었다. 이에 따라 환승 기준이 1회에서 2회로 변경되었다.
2015년 11월 16일에는 칠곡군청과 협약을 맺고 2015년 12월부터 김천·구미·칠곡 광역환승으로 확대한다.
2024년 12월 14일 대경선 개통과 함께 기존 구미/칠곡 외 지역 버스와의 광역환승제를 실시하고, 시계외요금을 폐지했다. 동시에 iM유페이 관리 교통카드 중 대경교통카드와 탑패스의 임시 개방을 폐지하고, 원패스만 호환한다. 그리고 하차단말기를 추가하여 환승 기준도 승차가 아닌 하차단말기 태그 시점으로 바꾸기로 했다.

## 운행 노선
김천시의 시내버스 노선은 모두 김천공용버스터미널을 기점으로 운행하고 있다. 터미널이 중간 경유지인 경우에는 굵은 글씨로 표기하였다.

### 시내버스
| 노선 번호 | 운행구간   | 운행구간 | 운행구간     | 경유지                                                                                                 | 운행 횟수 | 비고 |
| --------- | ---------- | -------- | ------------ | --- | --------- | --- |
| 11        | 터미널     | ↔        | 직지사       | 주공아파트, 영남제일문                                                                                 | 17~21회   | 직지사 방면 21회 터미널 방면 17회 터미널 방면 1회 토,휴일 운휴                                                   |
| 11        | 시청       | →        | 직지사       | 터미널, 주공아파트, 영남제일문                                                                         | 10회      | 직지사 방면 편도 운행                                                                                            |
| 11        | 덕곡주공   | →        | 직지사       | 지좌동, 터미널, 주공아파트, 영남제일문                                                                 | 9회       | 직지사 방면 편도 운행 1회 토,휴일 운휴                                                                           |
| 11        | 김천구미역 | →        | 직지사       | 용시, 지좌동, 터미널, 주공아파트, 영남제일문                                                           | 2회       | 직지사 방면 편도 운행                                                                                            |
| 11        | 지경리     | →        | 직지사       | 월명, 김천구미역, 옥산, 농소, 덕곡주공, 지좌동, 터미널, 주공아파트, 영남제일문                         | 1회       | 직지사 방면 편도 운행                                                                                            |
| 11-1      | 터미널     | ↔        | 내촌         | 주공아파트                                                                                             | 1회       | 내촌 방면 편도 운행                                                                                              |
| 11-2      | 터미널     | ↔        | 영남제일문   | 주공아파트                                                                                             | 7~9회     | 영남제일문 방면 7회 터미널 방면 9회 토,휴일 1회 왕복 운행                                                        |
| 11-2      | 덕곡주공   | →        | 영남제일문   | 지좌동, 터미널, 주공아파트                                                                             | 3회       | 영남제일문 방면 편도 운행 토,휴일 운휴                                                                           |
| 11-2      | 김천구미역 | →        | 영남제일문   | 용시, 지좌동, 터미널, 주공아파트                                                                       | 1회       | 영남제일문 방면 편도 운행 토,휴일 운휴                                                                           |
| 11-2      | 봉천       | →        | 직지사       | 석정, 옥산, 농소, 덕곡주공, 지좌동, 터미널, 주공아파트, 영남제일문                                     | 1회       | 토,휴일 터미널~직지사 구간 운휴                                                                                  |
| 11-3      | 터미널     | ↔        | 이로리       | 주공아파트, 영남제일문                                                                                 | 2회       | 왕복 2회 터미널 방면 1회 토,휴일 운휴                                                                            |
| 11-3      | 김천구미역 | →        | 이로리       | 신촌, 지좌동, 터미널, 주공아파트, 영남제일문                                                           | 1회       | 이로리 방면 편도 운행 토,휴일 운휴                                                                               |
| 11-4      | 터미널     | ↔        | 정골         | 주공아파트, 영남제일문                                                                                 | 3~4회     | 정골 방면 4회 터미널 방면 3회                                                                                    |
| 11-4      | 덕곡주공   | →        | 정골         | 지좌동, 터미널, 주공아파트, 영남제일문                                                                 | 1회       | 정골 방면 편도 운행                                                                                              |
| 11-5      | 터미널     | ↔        | 세송         | 주공아파트, 영남제일문                                                                                 | 1~2회     | 세송 방면 2회 터미널 방면 1회                                                                                    |
| 11-6      | 터미널     | ↔        | 추풍령       | 주공아파트, 영남제일문                                                                                 | 6~11회    | 추풍령 방면 6회 터미널 방면 11회                                                                                 |
| 11-6      | 시청       | →        | 추풍령       | 터미널, 주공아파트, 영남제일문                                                                         | 3회       | 추풍령 방면 편도 운행                                                                                            |
| 11-6      | 덕곡주공   | →        | 추풍령       | 지좌동, 터미널, 주공아파트, 영남제일문                                                                 | 2회       | 추풍령 방면 편도 운행                                                                                            |
| 11-6      | 종상       | →        | 추풍령       | 국립종자원, 율곡중학교, LH아파트, 김천구미역, (신촌), (용시), 지좌동, 터미널, 주공아파트, 영남제일문   | 2회       | 추풍령 방면 편도 운행 첫차 용시 경유 막차 신촌 경유                                                              |
| 11-7      | 터미널     | →        | 천덕         | 주공아파트, 영남제일문                                                                                 | 1회       | 천덕 방면 편도 운행                                                                                              |
| 11-8      | 터미널     | ↔        | 임산         | 주공아파트, 영남제일문, 직지사, 천덕                                                                   | 2회       | 임산 방면 첫차 시청 출발                                                                                         |
| 11-9      | 터미널     | ↔        | 직지사       | (중앙중), 주공아파트, 영남제일문                                                                       | 1회       | 토,휴일 운휴 터미널 방면 중앙중 경유                                                                             |
| 12        | 터미널     | ↔        | 김천구미역   | 지좌동, 용시                                                                                           | 11~12회   | 김천구미역 방면 11회 터미널 방면 12회 김천구미역 방면 2회 토,휴일 운휴 터미널 방면 1회 토,휴일 운휴              |
| 12        | 시청       | →        | 김천구미역   | 터미널, 지좌동, 용시                                                                                   | 3회       | 김천구미역 방면 편도 운행                                                                                        |
| 12        | 봉계       | →        | 김천구미역   | 코아루, 김천역, 터미널, 지좌동, 용시                                                                   | 2회       | 김천구미역 방면 편도 운행                                                                                        |
| 12        | 삼락동     | →        | 김천구미역   | 코아루, 부거리, 그린빌, 터미널, 지좌동, 용시                                                           | 1회       | 김천구미역 방면 편도 운행                                                                                        |
| 12        | 정골       | →        | 김천구미역   | 영남제일문, 주공아파트, 터미널, 지좌동, 용시                                                           | 1회       | 김천구미역 방면 편도 운행                                                                                        |
| 12-1      | 김천구미역 | →        | 터미널       | 신촌, 지좌동                                                                                           | 5회       | 터미널 방면 편도 운행                                                                                            |
| 12-1      | 시청       | →        | 김천구미역   | 터미널, 지좌동, 신촌                                                                                   | 1회       | 김천구미역 방면 편도 운행 토,휴일 운휴                                                                           |
| 12-1      | 봉계       | →        | 김천구미역   | 코아루, 김천역, 터미널, 지좌동, 신촌                                                                   | 3회       | 김천구미역 방면 편도 운행                                                                                        |
| 12-1      | 직지사     | →        | 김천구미역   | 영남제일문, 주공아파트, 터미널, 지좌동, 신촌                                                           | 2회       | 김천구미역 방면 편도 운행                                                                                        |
| 12-2      | 터미널     | ↔        | 호동         | 지좌동                                                                                                 | 1회       | 왕복 1회 |
| 12-2      | 시청       | →        | 호동         | 터미널, 지좌동                                                                                         | 1회       | 호동 방면 편도 운행                                                                                              |
| 12-3      | 터미널     | ↔        | 종상         | 지좌동, 용시, 김천구미역, LH아파트, 율곡중학교, 용전사거리, 국립종자원                                 | 1~2회     | 종상 방면 1회 터미널 방면 2회                                                                                    |
| 12-3      | 문당동     | →        | 종상         | 코아루, 김천역, 터미널, 지좌동, 용시, 김천구미역, LH아파트, 율곡중학교, 용전사거리, 국립종자원         | 1회       | 종상 방면 편도 운행                                                                                              |
| 12-3      | 직지사     | →        | 종상         | 영남제일문, 주공아파트, 터미널, 지좌동, 용시, 김천구미역, LH아파트, 율곡중학교, 용전사거리, 국립종자원 | 1회       | 종상 방면 편도 운행                                                                                              |
| 12-4      | 터미널     | →        | 종상         | 지좌동, 신촌, 김천구미역, LH아파트, 율곡중학교, 용전사거리, 국립종자원                                 | 1회       | 종상 방면 편도 운행                                                                                              |
| 12-4      | 직동       | →        | 종상         | 봉계, 코아루, 김천역, 터미널, 지좌동, 신촌, 김천구미역, LH아파트, 율곡중학교, 용전사거리, 국립종자원   | 1회       | 종상 방면 편도 운행                                                                                              |
| 12-5      | 터미널     | ↔        | 봉천         | 지좌동, 덕곡주공, 농소, 옥산, 석정                                                                     | 2~3회     | 봉천 방면 3회 터미널 방면 2회                                                                                    |
| 12-6      | 터미널     | ↔        | 오봉         | 지좌동, 덕곡주공, 농소, 옥산, 김천구미역, 종상, 봉천                                                   | 2회       | 왕복 2회 오봉 방면 막차 농소, 옥산 미경유                                                                        |
| 12-7      | 터미널     | →        | 오봉         | 지좌동, 신촌, 종상, 봉천                                                                               | 1회       | 오봉 방면 편도 운행                                                                                              |
| 12-8      | 천덕       | ↔        | 김천구미역   | 직지사, 영남제일문, 주공아파트, 터미널, 지좌동, 덕곡주공, 농소, 옥산                                   | 1회       | 왕복 1회 천덕 방면 터미널까지만 운행                                                                             |
| 13        | 터미널     | ↔        | 덕곡주공     | 지좌동                                                                                                 | 7~19회    | 덕곡주공 방면 19회 터미널 방면 7회 덕곡주공 방면 4회 토,휴일 운휴 터미널 방면 2회 토,휴일 운휴                   |
| 13        | 시청       | →        | 덕곡주공     | 터미널, 지좌동                                                                                         | 4회       | 덕곡주공 방면 편도 운행 1회 토,휴일 운휴                                                                         |
| 13        | 영남제일문 | →        | 덕곡주공     | 주공아파트, 터미널, 지좌동                                                                             | 1회       | 덕곡주공 방면 편도 운행 토,휴일 운휴                                                                             |
| 13        | 세송       | →        | 덕곡주공     | 영남제일문, 주공아파트, 터미널, 지좌동                                                                 | 1회       | 덕곡주공 방면 편도 운행                                                                                          |
| 13        | 직지사     | →        | 덕곡주공     | 영남제일문, 주공아파트, 터미널, 지좌동                                                                 | 2회       | 덕곡주공 방면 편도 운행                                                                                          |
| 13-1      | 터미널     | ↔        | 덕곡주공     | 지좌동, 무실                                                                                           | 2~3회     | 덕곡주공 방면 3회 터미널 방면 2회 덕곡주공 방면 2회 토,휴일 운휴                                                 |
| 13-1      | 시청       | →        | 덕곡주공     | 터미널, 지좌동, 무실                                                                                   | 1회       | 덕곡주공 방면 편도 운행 토,휴일 터미널 출발                                                                      |
| 13-1      | 추풍령     | →        | 덕곡주공     | 영남제일문, 주공아파트, 터미널, 지좌동, 무실                                                           | 1회       | 덕곡주공 방면 편도 운행                                                                                          |
| 13-2      | 터미널     | ↔        | 덕곡주공     | 지좌동, 남산                                                                                           | 3~4회     | 덕곡주공 방면 4회 터미널 방면 3회 덕곡주공 방면 막차 토,휴일 운휴                                                |
| 13-2      | 시청       | →        | 덕곡주공     | 터미널, 지좌동, 남산                                                                                   | 1회       | 덕곡주공 방면 편도 운행                                                                                          |
| 13-2      | 정골       | →        | 덕곡주공     | 영남제일문, 주공아파트, 터미널, 지좌동, 남산                                                           | 1회       | 덕곡주공 방면 편도 운행                                                                                          |
| 13-2      | 직지사     | →        | 덕곡주공     | 영남제일문, 주공아파트, 터미널, 지좌동, 남산                                                           | 1회       | 덕곡주공 방면 편도 운행                                                                                          |
| 13-2      | 추풍령     | →        | 덕곡주공     | 영남제일문, 주공아파트, 터미널, 지좌동, 남산                                                           | 1회       | 덕곡주공 방면 편도 운행                                                                                          |
| 13-3      | 터미널     | ↔        | 사실         | 지좌동, 덕곡주공, 농소, (대방골)                                                                       | 3회       | 사실 방면 막차 대방골 경유 터미널 방면 막차 대방골 미경유                                                        |
| 13-4      | 터미널     | ↔        | 사실         | 지좌동, 덕곡주공, 농소                                                                                 | 1회       | 왕복 1회 |
| 13-5      | 터미널     | ↔        | 노곡         | 지좌동, 덕곡주공, 농소                                                                                 | 5~6회     | 노곡 방면 6회 터미널 방면 5회                                                                                    |
| 13-6      | 직지사     | ↔        | 부상고개     | 영남제일문, 주공아파트, 터미널, 지좌동, 덕곡주공, 농소, 옥산, 김천구미역                               | 1회       | 직지사 방면 터미널까지만 운행                                                                                    |
| 13-7      | 터미널     | ↔        | 지경리       | 지좌동, 덕곡주공, 농소, 옥산, 김천구미역, 월명                                                         | 1~3회     | 지경리 방면 1회 터미널 방면 3회                                                                                  |
| 13-7      | 직지사     | →        | 지경리       | 영남제일문, 주공아파트, 터미널, 지좌동, 덕곡주공, 농소, 옥산, 김천구미역, 월명                         | 3회       | 지경리 방면 편도 운행                                                                                            |
| 13-8      | 직지사     | ↔        | 약목         | 영남제일문, 주공아파트, 터미널, 지좌동, 덕곡주공, 농소, 옥산, 김천구미역, 월명, 지경리                 | 3회       | 왕복 3회 |
| 13-9      | 직지사     | ↔        | 왜관         | 영남제일문, 주공아파트, 터미널, 지좌동, 덕곡주공, 농소, 옥산, 김천구미역, 월명, 지경리, 약목           | 2회       | 왕복 2회 |
| 14        | 터미널     | ↔        | 성주         | 지좌동, 덕곡주공, 농소, 옥산, 김천구미역, 월명                                                         | 3회       | 왕복 3회 |
| 15        | 터미널     | ↔        | 봉계         | 김천역, 코아루                                                                                         | 27~28회   | 봉계 방면 27회 터미널 방면 28회 봉계 방면 11회 토,휴일 운휴 터미널 방면 6회 토,휴일 운휴                         |
| 15        | 시청       | →        | 봉계         | 터미널, 김천역, 코아루                                                                                 | 10회      | 봉계 방면 편도 운행                                                                                              |
| 15        | 덕곡주공   | →        | 봉계         | 지좌동, 터미널, 김천역, 코아루                                                                         | 7회       | 봉계 방면 편도 운행 2회 토,휴일 운휴                                                                             |
| 15        | 김천구미역 | →        | 봉계         | 용시, 지좌동, 터미널, 김천역, 코아루                                                                   | 1회       | 봉계 방면 편도 운행                                                                                              |
| 15        | 노곡       | →        | 봉계         | 농소, 덕곡주공, 지좌동, 터미널, 김천역, 코아루                                                         | 1회       | 봉계 방면 편도 운행                                                                                              |
| 15-2      | 터미널     | ↔        | 봉계         | 김천역, 코아루                                                                                         | 1~2회     | 봉계 방면 1회 터미널 방면 2회 왕복 1회 토,휴일 운휴 터미널 방면 코아루 미경유                                    |
| 15-2      | 덕곡주공   | →        | 봉계         | 지좌동, 터미널, 김천역, 코아루                                                                         | 2회       | 봉계 방면 편도 운행                                                                                              |
| 15-3      | 터미널     | ↔        | 문당동       | 김천역, 금릉초등학교, 코아루                                                                           | 3~6회     | 문당동 방면 6회 터미널 방면 3회 문당동 방면 4회 금릉초등학교 경유 터미널 방면 2회 금릉초등학교 경유              |
| 15-3      | 덕곡주공   | →        | 봉계         | 김천역, 코아루                                                                                         | 1회       | 봉계 방면 편도 운행                                                                                              |
| 15-4      | 터미널     | →        | 직동         | 김천역, 봉계                                                                                           | 1회       | 직동 방면 편도 운행                                                                                              |
| 15-5      | 터미널     | ↔        | 직동         | 김천역, 코아루, 봉계                                                                                   | 1~3회     | 직동 방면 1회 터미널 방면 3회                                                                                    |
| 15-5      | 김천구미역 | →        | 직동         | 용시, 지좌동, 터미널, 김천역, 코아루, 봉계                                                             | 1회       | 직동 방면 편도 운행                                                                                              |
| 15-5      | 종상       | →        | 직동         | 국립종자원, 율곡중학교, LH아파트, 김천구미역, 신촌, 지좌동, 터미널, 김천역, 코아루, 봉계               | 1회       | 직동 방면 편도 운행                                                                                              |
| 15-6      | 덕곡주공   | ↔        | 직동         | 지좌동, 터미널, 김천역, 코아루, 봉계                                                                   | 1회       | 덕곡주공 방면 코아루 미경유 및 터미널까지만 운행                                                                 |
| 15-7      | 터미널     | →        | 상금동       | 김천역, 봉계                                                                                           | 1회       | 상금동 방면 편도 운행                                                                                            |
| 15-8      | 터미널     | ↔        | 상금동       | 김천역, 코아루, 봉계                                                                                   | 2~3회     | 상금동 방면 2회 터미널 방면 3회                                                                                  |
| 15-8      | 덕곡주공   | →        | 상금동       | 지좌동, 터미널, 김천역, 코아루, 봉계                                                                   | 2회       | 상금동 방면 편도 운행                                                                                            |
| 15-9      | 터미널     | ↔        | 중앙중       | 부거리                                                                                                 | 1회       | 왕복 1회 토,휴일 운휴                                                                                            |
| 16        | 터미널     | →        | 중앙중       | 김천역                                                                                                 | 3회       | 중앙중 방면 편도 운행 토,휴일 운휴                                                                               |
| 16        | 시청       | →        | 중앙중       | 터미널, 김천역                                                                                         | 1회       | 중앙중 방면 편도 운행 토,휴일 운휴                                                                               |
| 16        | 김천구미역 | →        | 중앙중       | LH아파트, 율곡초등학교, 용전사거리, 도로공사, 신촌, 지좌동, 터미널, 김천역                             | 1회       | 중앙중 방면 편도 운행 터미널~중앙중 구간 토,휴일 운휴                                                            |
| 16-1      | 터미널     | ↔        | 중앙중       | 그린빌, 부거리                                                                                         | 1회       | 왕복 1회 토,휴일 운휴                                                                                            |
| 16-2      | 터미널     | →        | 삼락동       | 그린빌, 부거리, 코아루                                                                                 | 3회       | 삼락동 방면 편도 운행                                                                                            |
| 16-3      | 김천구미역 | ↔        | 삼락동       | 용시, 지좌동, 터미널, 그린빌, 부거리, 코아루                                                           | 1회       | 왕복 1회 김천구미역 방면 코아루~그린빌 구간 미경유 김천구미역 방면 터미널까지만 운행                             |
| 22        | 터미널     | ↔        | 시청         | | 10~24회   | 시청 방면 24회 터미널 방면 10회 시청 방면 2회 토,휴일 운휴 터미널 방면 12회 토,휴일 운휴 왕복 1회 토,휴일만 운행 |
| 22        | 덕곡주공   | →        | 시청         | 지좌동, 터미널                                                                                         | 2회       | 시청 방면 편도 운행 토,휴일 운휴                                                                                 |
| 22        | 봉계       | →        | 시청         | 코아루, 김천역, 터미널                                                                                 | 5회       | 시청 방면 편도 운행 3회 토,휴일 운휴                                                                             |
| 22        | 대방       | →        | 시청         | 터미널                                                                                                 | 1회       | 시청 방면 편도 운행                                                                                              |
| 22        | 문당동     | →        | 시청         | 영남제일문, 코아루, 김천역, 금릉초등학교, 터미널                                                       | 1회       | 시청 방면 편도 운행                                                                                              |
| 22        | 삼락동     | →        | 시청         | 이로리, 코아루, 부거리, 그린빌, 김천구미역, 부거리, 터미널                                             | 1회       | 시청 방면 편도 운행                                                                                              |
| 22        | 직지사     | →        | 시청         | 영남제일문, 주공아파트, 김천역, 터미널                                                                 | 4회       | 시청 방면 편도 운행                                                                                              |
| 22-1      | 터미널     | ↔        | 김천문화마을 | | 2회       | 왕복 2회 |
| 22-2      | 터미널     | ↔        | 군자동       | 다남                                                                                                   | 1회       | 왕복 1회 군자동 방면 다남 미경유                                                                                 |
| 22-3      | 터미널     | ↔        | 군자동       | | 2회       | 왕복 2회 |
| 22-4      | 터미널     | ↔        | 군자동       | 다남                                                                                                   | 1회       | 왕복 1회 터미널 방면 다남 미경유                                                                                 |
| 22-5      | 터미널     | ↔        | 다남         | | 2회       | 왕복 2회 |
| 22-6      | 터미널     | ↔        | 여남         | 아천, 두원                                                                                             | 2회       | 왕복 2회 여남 방면 첫차 두원 미경유 터미널 방면 첫차 중앙중까지 운행 첫차 토,휴일 운휴                           |
| 22-7      | 터미널     | ↔        | 유점         | 아천, 두원, 여남                                                                                       | 3회       | 왕복 3회 |
| 22-8      | 터미널     | ↔        | 용문산       | 아천, 두원, 여남                                                                                       | 2회       | 왕복 2회 |
| 23        | 터미널     | ↔        | 용문산       | 아천, 두원, 옥계1리                                                                                    | 1회       | 왕복 1회 영오 경유                                                                                               |
| 23-2      | 터미널     | →        | 용문산       | 아천, 두원                                                                                             | 1회       | 용문산 방면 편도 운행                                                                                            |
| 23-4      | 터미널     | ↔        | 은기(봉항)   | 코아루, 옥률, 아천, 갈마, 도암                                                                         | 1회       | 왕복 1회 은기 방면 아천만 경유 터미널 방면 코아루 경유                                                           |
| 23-5      | 터미널     | ↔        | 은기(봉항)   | 코아루, 옥률, 아천, 갈마, 도암                                                                         | 1회       | 왕복 1회 터미널 방면 코아루 경유                                                                                 |
| 23-6      | 터미널     | ↔        | 은기(봉항)   | 코아루, 옥률, 아천, 갈마, 도암                                                                         | 2회       | 왕복 2회 터미널 방면 아천,코아루만 경유                                                                          |
| 32        | 터미널     | ↔        | 개자         | 구야, 감문                                                                                             | 3회       | 왕복 3회 |
| 32-1      | 터미널     | ↔        | 개자         | 구야, 문무, 도명, 남곡, 감문                                                                           | 1회       | 왕복 1회 개자 방면 구야,감문만 경유                                                                              |
| 32-3      | 터미널     | ↔        | 문무         | 구야, 남곡, 도명                                                                                       | 2회       | 왕복 2회 토,휴일 1회 증회 운행                                                                                   |
| 32-5      | 터미널     | ↔        | 송문         | 구야, 감문, 오성, 금곡                                                                                 | 1회       | 왕복 1회 |
| 32-6      | 터미널     | ↔        | 시술         | 구야, 감문, 오성, 금곡, 송문                                                                           | 1회       | 왕복 1회 터미널 방면 금곡 미경유                                                                                 |
| 32-7      | 터미널     | ↔        | 시술         | 구야, 감문, 대양, 천동, 태촌                                                                           | 1회       | 왕복 1회 시술 방면 태촌 경유                                                                                     |
| 33-2      | 터미널     | →        | 감문         | 의료원, 개령, 빗내, 배시내, 감문, 구야                                                                 | 1회       | 편도 운행 |
| 33-3      | 터미널     | ↔        | 감문         | 구야, 문무, 도명, 남곡                                                                                 | 1회       | 왕복 1회 터미널 방면 부거리, 중앙중 경유 토,휴일 운휴                                                            |
| 38        | 터미널     | ↔        | 선산         | 의료원, 개령, 빗내, 배시내, 습례                                                                       | 4회       | 왕복 4회 |
| 38-1      | 터미널     | ↔        | 선산         | 의료원, 서부리, 개령, 빗내, 배시내, 습례                                                               | 1회       | 왕복 1회 |
| 38-4      | 터미널     |          | 선산         | 의료원, 황계동, 남전, 개령, 빗내, 배시내, 습례                                                         | 1회       | 왕복 1회 터미널 방면 황계동, 남전 경유                                                                           |
| 38-5      | 터미널     | ↔        | 선산         | 의료원, 황계동, 남전, 개령, 빗내, 배시내, 습례                                                         | 1회       | 왕복 1회 |
| 38-6      | 터미널     | ↔        | 선산         | 의료원, 개령, 빗내, 시술, 황새울, 소재                                                                 | 2회       | 왕복 2회 터미널 방면 황새울,시술만 경유                                                                          |
| 38-7      | 터미널     | ↔        | 배시내       | 의료원, 황계동, 개령, 빗내, 남전                                                                       | 1회       | 왕복 1회 |
| 38-8      | 터미널     | ↔        | 배시내       | 의료원, 황계동, 개령, 빗내, 남전                                                                       | 1회       | 왕복 1회 터미널 방면 황계동 미경유                                                                               |
| 39        | 터미널     | ↔        | 배시내       | 의료원, 서부리, 개령, 빗내                                                                             | 1회       | 왕복 1회 |
| 39-1      | 터미널     | ↔        | 배시내       | 의료원, 구야, 감문, 송문, 금곡, 감문                                                                   | 1회       | 왕복 1회 터미널 방면 금곡, 송문 미경유                                                                           |
| 72        | 터미널     | ↔        | 대방         | 감천                                                                                                   | 7회       | 왕복 7회 |
| 72-1      | 터미널     | ↔        | 무안동       | 상송, 내동, 감천                                                                                       | 1회       | 왕복 1회 터미널 방면 평일 중앙중까지 운행                                                                        |
| 72-3      | 터미널     | ↔        | 사기점       | 감천, 대방                                                                                             | 1회       | 왕복 1회 |
| 82        | 터미널     | ↔        | 울곡         | 황금동, 조마, 강곡, 중말                                                                               | 2회       | 왕복 2회 |
| 82-1      | 터미널     | ↔        | 강곡         | 황금동, 조마                                                                                           | 2회       | 왕복 2회 |
| 82-2      | 터미널     | ↔        | 강곡         | 황금동, 조마                                                                                           | 1회       | 왕복 1회 터미널 방면 엉거실 경유                                                                                 |
| 82-3      | 터미널     | ↔        | 중말         | 황금동, 조마, 강곡                                                                                     | 1회       | 왕복 1회 |
| 82-4      | 터미널     | ↔        | 울곡         | 황금동, 조마, 강곡, 중말                                                                               | 1회       | 왕복 1회 터미널 방면 강곡동네안 경유 터미널 방면 평일 중앙중까지 운행                                            |
| 83        | 오봉       | ↔        | 중앙고       | 봉천, 종상, 석정, 용시, 부곡주공, 터미널, 황금동                                                       | 1회       | 오봉 방면 터미널까지만 운행 터미널~중앙고 구간 토,휴일 운휴                                                      |
| 83-1      | 터미널     | ↔        | 양곡동       | 황금동                                                                                                 | 2~4회     | 양곡동 방면 2회 터미널 방면 4회 터미널 방면 첫차 평일만 그린빌,중앙중까지 운행                                   |
| 83-1      | 직지사     | →        | 양곡동       | 영남제일문, 부곡주공, 터미널, 황금동                                                                   | 2회       | 양곡동 방면 편도 운행                                                                                            |
| 83-2      | 터미널     | ↔        | 하강         | 황금동, 중앙고                                                                                         | 2회       | 왕복 2회 |
| 83-2      | 영남제일문 | ↔        | 하강         | 부곡주공, 터미널, 황금동, 중앙고                                                                       | 1회       | 왕복 1회 영남제일문~터미널 구간 평일만 운행                                                                      |
| 83-3      | 터미널     | ↔        | 하강         | 황금동, 양곡동, 중앙고                                                                                 | 1회       | 왕복 1회 하나로마트앞 승차                                                                                       |
| 83-5      | 터미널     | ↔        | 흥평         | 황금동, 중앙고, 금평                                                                                   | 2회       | 왕복 2회 터미널 방면 막차 황금동 미경유                                                                          |
| 83-6      | 터미널     | ↔        | 흥평         | 황금동, 중앙고, 금평, 고노실                                                                           | 1회       | 왕복 1회 흥평 방면만 금평,고노실 경유                                                                            |
| 83-7      | 터미널     | ↔        | 직지사       | 황금동, 중앙고, 과곡, 송죽, 구성, 공자동                                                               | 1회       | 왕복 1회 직지사 방면 공자동 경유 터미널 방면 송죽,과곡 경유                                                      |
| 83-8      | 터미널     | ↔        | 상거2리      | 황금동, 중앙고, 구성                                                                                   | 2회       | |
| 83-9      | 터미널     | ↔        | 마산리       | 황금동, 중앙고, 구성, 지례                                                                             | 1회       | 왕복 1회 |
| 84-1      | 터미널     | ↔        | 조룡2리      | 황금동, 중앙고, 구성, 지례                                                                             | 1회       | 왕복 1회 |
| 84-2      | 터미널     | ↔        | 울곡         | 황금동, 중앙고, 구성, 지례, 삼실                                                                       | 1회       | 왕복 1회 터미널 방면 삼실 미경유                                                                                 |
| 84-3      | 터미널     | ↔        | 기터         | 황금동, 중앙고, 구성, 지례, 삼실, 울곡                                                                 | 1회       | 왕복 1회 터미널 방면 삼실 미경유                                                                                 |
| 85        | 용문산     | ↔        | 안간리       | 두원, 아천, 터미널, 황금동, 중앙고, 구성, 지례, 부항, 하대리, 갈개                                     | 1회       | 왕복 1회 안간리 방면 부항,하대리,갈개 경유 용문산 방면 터미널까지만 운행                                         |
| 85-4      | 터미널     | ↔        | 예서마을     | 황금동, 중앙고, 구성, 지례, 조룡2리, 대덕                                                              | 1회       | 왕복 1회 터미널 방면 조룡2리 미경유                                                                              |
| 90        | 터미널     | ↔        | 거물리       | 황금동, 중앙고, 구성, 지례                                                                             | 1~2회     | 거물리 방면 1회 터미널 방면 2회 터미널 방면 지례까지만 운행                                                      |
| 91        | 터미널     | ↔        | 거물리       | 중앙고, 구성, 지례                                                                                     | 2회       | 왕복 2회 거물리 방면 지례에서 출발                                                                               |
| 92        | 지례       | ↔        | 수도리       | 속수, 대덕, 황황, 황정, 증산, 청암산(장뜰)                                                             | 1회       | 왕복 1회 지례 방면 대덕만 경유                                                                                   |
| 93        | 터미널     | ↔        | 수도리       | 중앙고, 구성, 지례, 속수, 대덕, 황황, 황정, 증산, 청암산(장뜰)                                         | 1회       | 왕복 1회 수도리 방면 지례에서 출발 수도리 방면 대덕,청암사만 경유                                                |
| 94        | 터미널     | ↔        | 해인리       | 황금동, 중앙고, 구성, 지례, 부항, 하대리                                                               | 1회       | 왕복 1회 터미널 방면 지시,뱃들 경유 터미널 방면 지례까지만 운행                                                  |
| 95        | 터미널     | ↔        | 해인리       | 황금동, 중앙고, 구성, 지례, 부항, 하대리                                                               | 1회       | 왕복 1회 해인리 방면 지시,뱃들 경유                                                                              |

### 좌석버스
| 노선 번호 | 운행구간   | 운행구간 | 운행구간   | 경유지                                                                                 | 운행 횟수 | 비고                                                                                              |
| --------- | ---------- | -------- | ---------- | -------------------------------------------------------------------------------------- | --------- | ------------------------------------------------------------------------------------------------- |
| 111       | 터미널     | ↔        | 직지사     | 주공아파트, 영남제일문                                                                 | 8~9회     | 직지사 방면 9회 터미널 방면 8회 직지사 방면 1회 토,휴일 운휴                                      |
| 111       | 시청       | →        | 직지사     | 터미널, 주공아파트, 영남제일문                                                         | 6회       | 직지사 방면 편도 운행                                                                             |
| 111       | 덕곡주공   | →        | 직지사     | 지좌동, 터미널, 주공아파트, 영남제일문                                                 | 3회       | 직지사 방면 편도 운행                                                                             |
| 111       | 김천구미역 | →        | 직지사     | 용시, 지좌동, 터미널, 주공아파트, 영남제일문                                           | 4회       | 직지사 방면 편도 운행                                                                             |
| 111       | 약목       | →        | 직지사     | 지경리, 월명, 김천구미역, 옥산, 농소, 덕곡주공, 지좌동, 터미널, 주공아파트, 영남제일문 | 1회       | 직지사 방면 편도 운행                                                                             |
| 111-1     | 터미널     | ↔        | 내촌       | 주공아파트                                                                             | 1회       | 왕복 1회                                                                                          |
| 111-2     | 터미널     | ↔        | 영남제일문 | 주공아파트                                                                             | 2회       | 왕복 2회 토,휴일 운휴                                                                             |
| 111-2     | 덕곡주공   | →        | 영남제일문 | 지좌동, 터미널, 주공아파트                                                             | 4회       | 영남제일문 방면 편도 운행 토,휴일 운휴                                                            |
| 111-3     | 터미널     | →        | 이로리     | 주공아파트, 영남제일문                                                                 | 1회       | 이로리 방면 편도 운행 토,휴일 운휴                                                                |
| 111-3     | 시청       | →        | 이로리     | 터미널, 주공아파트, 영남제일문                                                         | 1회       | 이로리 방면 편도 운행                                                                             |
| 111-5     | 터미널     | →        | 세송       | 주공아파트, 영남제일문                                                                 | 1회       | 세송 방면 편도 운행                                                                               |
| 111-6     | 터미널     | →        | 추풍령     | 주공아파트, 영남제일문                                                                 | 3회       | 추풍령 방면 편도 운행                                                                             |
| 111-8     | 터미널     | ↔        | 임산       | 주공아파트, 영남제일문, 직지사, 천덕                                                   | 1회       | 왕복 1회                                                                                          |
| 112       | 터미널     | ↔        | 김천구미역 | 지좌동, 용시                                                                           | 8~9회     | 김천구미역 방면 9회 터미널 방면 8회 김천구미역 방면 3회 토,휴일 운휴 터미널 방면 6회 토,휴일 운휴 |
| 112       | 시청       | →        | 김천구미역 | 터미널, 지좌동, 용시                                                                   | 1회       | 김천구미역 방면 편도 운행 토,휴일 운휴                                                            |
| 112       | 영남제일문 | →        | 김천구미역 | 주공아파트, 터미널, 지좌동, 용시                                                       | 1회       | 김천구미역 방면 편도 운행 토,휴일 운휴                                                            |
| 112       | 이로리     | →        | 김천구미역 | 영남제일문, 주공아파트, 터미널, 지좌동, 용시                                           | 1회       | 김천구미역 방면 편도 운행 토,휴일 운휴                                                            |
| 112       | 봉계       | →        | 김천구미역 | 코아루, 김천역, 터미널, 지좌동, 용시                                                   | 2회       | 김천구미역 방면 편도 운행                                                                         |
| 112-1     | 터미널     | ↔        | 김천구미역 | 지좌동, 신촌                                                                           | 2~3회     | 김천구미역 방면 2회 터미널 방면 3회                                                               |
| 112-1     | 봉계       | →        | 김천구미역 | 코아루, 김천역, 터미널, 지좌동, 신촌                                                   | 1회       | 김천구미역 방면 편도 운행                                                                         |
| 112-2     | 터미널     | ↔        | 호동       | 지좌동                                                                                 | 1~2회     | 호동 방면 1회 터미널 방면 2회 왕복 1회 토,휴일 운휴                                               |
| 112-2     | 직지사     | →        | 호동       | 영남제일문, 주공아파트, 터미널, 지좌동                                                 | 1회       | 호동 방면 편도 운행                                                                               |
| 113       | 터미널     | ↔        | 덕곡주공   | 지좌동                                                                                 | 7~13회    | 덕곡주공 방면 13회 터미널 방면 7회 덕곡주공 방면 5회 토,휴일 운휴 터미널 방면 2회 토,휴일 운휴    |
| 113       | 시청       | →        | 덕곡주공   | 터미널, 지좌동                                                                         | 3회       | 덕곡주공 방면 편도 운행 막차 토,휴일 운휴                                                         |
| 113       | 상금동     | →        | 덕곡주공   | 봉계, 코아루, 김천역, 터미널, 지좌동                                                   | 1회       | 덕곡주공 방면 편도 운행 상금동~터미널 구간 평일만 운행                                            |
| 113       | 봉계       | →        | 터미널     | 코아루, 김천역                                                                         | 1회       | 터미널 방면 편도 운행                                                                             |
| 113-1     | 추풍령     | →        | 덕곡주공   | 영남제일문, 주공아파트, 터미널, 지좌동, 무실                                           | 1회       | 덕곡주공 방면 편도 운행                                                                           |
| 113-2     | 시청       | ↔        | 덕곡주공   | 터미널, 지좌동, 남산                                                                   | 1회       | 왕복 1회 토,휴일 운휴                                                                             |
| 113-3     | 터미널     | →        | 사실       | 지좌동, 덕곡주공, 농소                                                                 | 1회       | 사실 방면 편도 운행                                                                               |
| 113-4     | 터미널     | ↔        | 사실       | 지좌동, 덕곡주공, 농소                                                                 | 1회       | 사실 방면 편도 운행                                                                               |
| 113-7     | 직지사     | ↔        | 지경리     | 영남제일문, 주공아파트, 터미널, 지좌동, 덕곡주공, 농소, 옥산, 김천구미역, 월명         | 2~3회     | 지경리 방면 3회 터미널 방면 2회 직지사 방면 터미널까지만 운행                                     |
| 113-8     | 직지사     | ↔        | 약목       | 영남제일문, 주공아파트, 터미널, 지좌동, 덕곡주공, 농소, 옥산, 김천구미역, 월명, 지경리 | 2~3회     | 약목 방면 3회 터미널 방면 2회 직지사 방면 터미널까지만 운행                                       |
| 115       | 터미널     | ↔        | 봉계       | 김천역, 코아루                                                                         | 2~3회     | 봉계 방면 3회 터미널 방면 2회 봉계 방면 막차 토,휴일만 운행                                       |
| 115       | 시청       | →        | 봉계       | 터미널, 김천역, 코아루                                                                 | 2회       | 봉계 방면 편도 운행                                                                               |
| 115       | 김천구미역 | →        | 봉계       | 용시, 지좌동, 터미널, 김천역, 코아루                                                   | 1회       | 봉계 방면 편도 운행                                                                               |
| 115       | 사실       | →        | 봉계       | 대방골, 농소, 덕곡주공, 지좌동, 터미널, 김천역, 코아루                                 | 1회       | 봉계 방면 편도 운행                                                                               |
| 115-1     | 터미널     | ↔        | 봉계       | 김천역                                                                                 | 1회       | 봉계 방면 편도 운행 토,휴일 운휴                                                                  |
| 115-3     | 터미널     | ↔        | 문당동     | 김천역, 금릉초등학교, 코아루                                                           | 1회       | 왕복 1회                                                                                          |
| 115-8     | 터미널     | ↔        | 상금동     | 김천역, 코아루, 봉계                                                                   | 1회       | 상금동 방면 편도 운행 토,휴일 운휴                                                                |
| 116       | 터미널     | ↔        | 중앙중     | 김천역                                                                                 | 3회       | 중앙중 방면 편도 운행 토,휴일 운휴                                                                |
| 222       | 터미널     | ↔        | 시청       |                                                                                        | 17~18회   | 시청 방면 17회 터미널 방면 18회 시청 방면 6회 토,휴일 운휴 터미널 방면 4회 토,휴일 운휴           |
| 222       | 덕곡주공   | →        | 시청       | 지좌동, 터미널                                                                         | 4회       | 시청 방면 편도 운행 막차 토,휴일 운휴                                                             |
| 222       | 김천구미역 | →        | 시청       | 용시, 덕곡주공, 지좌동, 터미널                                                         | 1회       | 시청 방면 편도 운행                                                                               |
| 222       | 지경리     | →        | 시청       | 월명, 김천구미역, 옥산, 농소, 덕곡주공, 지좌동, 터미널                                 | 1회       | 시청 방면 편도 운행                                                                               |
| 222       | 봉계       | →        | 시청       | 코아루, 김천역, 터미널                                                                 | 1회       | 시청 방면 편도 운행                                                                               |
| 222       | 직지사     | →        | 시청       | 영남제일문, 주공아파트, 김천역, 터미널                                                 | 8회       | 시청 방면 편도 운행 첫차 토,휴일 운휴                                                             |
| 222-6     | 터미널     | ↔        | 여남       | 아천, 두원                                                                             | 2회       | 왕복 2회                                                                                          |
| 222-8     | 터미널     | ↔        | 용문산     | 아천, 두원, 여남                                                                       | 2회       | 왕복 2회 용문산 방면 막차 두원 미경유                                                             |
| 222-9     | 터미널     | ↔        | 용문산     | 아천, 두원, 여남, 옥계1리                                                              | 2회       | 왕복 2회 영오 경유                                                                                |
| 223-1     | 터미널     | ↔        | 용문산     | 아천, 두원, 여남                                                                       | 1회       | 왕복 1회 터미널 방면 여남 미경유                                                                  |
| 223-2     | 터미널     | ↔        | 용문산     | 아천, 두원                                                                             | 1회       | 왕복 1회                                                                                          |
| 223-3     | 터미널     | ↔        | 용문산     | 아천, 두원, 옥계1리                                                                    | 1회       | 왕복 1회 터미널 방면 옥계1리 미경유                                                               |
| 332       | 터미널     | ↔        | 개자       | 구야, 감문                                                                             | 1회       | 왕복 1회 터미널 방면 중앙중 경유                                                                  |
| 332-2     | 터미널     | ↔        | 문무       | 구야, 문무, 남곡, 도명                                                                 | 1회       | 왕복 1회 터미널 방면 도명,남곡 경유                                                               |
| 332-3     | 터미널     | ↔        | 송문       | 구야, 감문, 오성, 금곡                                                                 | 1회       | 왕복 1회 송문 방면 금곡 미경유                                                                    |
| 332-3     | 터미널     | ↔        | 문무       | 구야, 남곡, 도명                                                                       | 2회       | 왕복 2회 터미널 방면 구야만 경유                                                                  |
| 332-8     | 터미널     | ↔        | 시술       | 구야, 감문, 대양, 천동                                                                 | 1회       | 왕복 1회 터미널 방면 태촌 경유                                                                    |
| 332-9     | 터미널     | ↔        | 시술       | 구야, 감문, 대양, 천동, 담안                                                           | 2회       | 왕복 2회                                                                                          |
| 333       | 터미널     | ↔        | 시술       | 구야, 감문, 대양, 천동, 담안                                                           | 1회       | 터미널 방면 감문, 구야만 경유                                                                     |
| 333-1     | 터미널     | ↔        | 시술       | 구야, 감문, 대양, 천동, 담안                                                           | 1회       | 시술 방면 구야, 감문만 경유                                                                       |
| 338       | 터미널     | ↔        | 선산       | 의료원, 개령, 빗내, 배시내, 습례                                                       | 3회       | 왕복 3회 터미널 방면 첫차 평일만 중앙중까지 운행                                                  |
| 338-2     | 터미널     | ↔        | 선산       | 의료원, 서부리, 개령, 빗내, 배시내, 습례                                               | 1회       | 왕복 1회 선산 방면 황계동, 신룡리 경유                                                            |
| 338-3     | 터미널     | ↔        | 선산       | 의료원, 서부리, 개령, 빗내, 배시내, 습례                                               | 1회       | 왕복 1회 터미널 방면 황계동, 신룡리 경유                                                          |
| 339-2     | 터미널     | ↔        | 황새울     | 의료원, 황계동, 남전, 개령, 빗내, 남전, 시술                                           | 1회       | 왕복 1회 터미널 방면 남전,황계동 경유                                                             |
| 772       | 터미널     | ↔        | 대방       | 감천                                                                                   | 2회       | 왕복 2회                                                                                          |
| 772-2     | 터미널     | ↔        | 대방       | 상송, 내동, 감천, 무안동                                                               | 3회       | 왕복 3회                                                                                          |
| 772-3     | 터미널     | ↔        | 사기점     | 상송, 감천, 대방                                                                       | 3회       | 왕복 3회                                                                                          |
| 882       | 터미널     | ↔        | 울곡       | 황금동, 조마, 강곡, 중말                                                               | 2회       | 왕복 2회 1회 이전리 경유                                                                          |
| 882-3     | 터미널     | ↔        | 대방       | 황금동, 조마, 강곡                                                                     | 1회       | 왕복 1회                                                                                          |
| 883-2     | 터미널     | ↔        | 하강       | 황금동, 중앙고                                                                         | 1회       | 왕복 1회 하나로마트앞 승차                                                                        |
| 883-5     | 터미널     | ↔        | 흥평       | 황금동, 중앙고, 금평, 고노실                                                           | 1회       | 왕복 1회 터미널 방면 고노실 경유                                                                  |
| 883-7     | 터미널     | ↔        | 직지사     | 황금동, 중앙고, 구성, 공자동                                                           | 3회       | 왕복 3회                                                                                          |
| 883-8     | 터미널     | ↔        | 상거2리    | 황금동, 중앙고, 구성                                                                   | 2회       | 왕복 2회 터미널 방면 첫차 구성 출발 및 황금동 미경유                                              |
| 883-9     | 터미널     | ↔        | 마산리     | 황금동, 중앙고, 구성, 지례                                                             | 3회       | 왕복 3회                                                                                          |
| 884       | 터미널     | ↔        | 구수골     | 황금동, 중앙고, 구성, 지례                                                             | 3회       | 왕복 3회 터미널 방면 첫차 가좌리 경유                                                             |
| 884-1     | 터미널     | ↔        | 조룡2리    | 황금동, 중앙고, 구성, 지례                                                             | 2회       | 왕복 2회                                                                                          |
| 884-2     | 터미널     | ↔        | 울곡       | 황금동, 중앙고, 구성, 지례, 삼실                                                       | 1회       | 왕복 1회 터미널 방면 삼실 미경유                                                                  |
| 884-3     | 터미널     | ↔        | 기터       | 황금동, 중앙고, 구성, 지례, 삼실, 울곡                                                 | 1회       | 왕복 1회 터미널 방면 삼실 미경유                                                                  |
| 884-4     | 터미널     | ↔        | 감주       | 황금동, 중앙고, 구성, 지례, 대덕, 연화                                                 | 3회       | 왕복 3회                                                                                          |
| 884-5     | 터미널     | ↔        | 대야2리    | 황금동, 중앙고, 구성, 지례, 부항, 하대리, 파천2리                                      | 2회       | 왕복 2회 터미널 방면 파천2리 미경유                                                               |
| 884-6     | 터미널     | ↔        | 대야2리    | 황금동, 중앙고, 구성, 지례, 지좌리, 부항, 하대리                                       | 1회       | 왕복 1회                                                                                          |
| 884-7     | 터미널     | ↔        | 대야2리    | 황금동, 중앙고, 구성, 지례, 지좌리, 부항, 하대리                                       | 1회       | 왕복 1회                                                                                          |
| 884-8     | 터미널     | ↔        | 어전2리    | 황금동, 중앙고, 구성, 지례, 지좌리, 부항                                               | 1회       | 왕복 1회                                                                                          |
| 884-9     | 터미널     | ↔        | 어전2리    | 황금동, 중앙고, 구성, 지례, 부항                                                       | 1회       | 왕복 1회                                                                                          |
| 885       | 터미널     | ↔        | 안간리     | 황금동, 중앙고, 구성, 지례, 부항, 하대리, 갈개                                         | 1회       | 왕복 1회 터미널 방면 갈개,하대리,부항 미경유                                                      |
| 885-1     | 터미널     | ↔        | 갈개       | 황금동, 중앙고, 구성, 지례, 지좌리, 부항, 하대리, 해인회관                             | 3회       | 왕복 3회 1회 해인회관 미경유                                                                      |
| 885-2     | 터미널     | ↔        | 희곡       | 황금동, 중앙고, 구성, 지례, 지좌리                                                     | 2회       | 왕복 2회 터미널 방면 지좌리 경유                                                                  |
| 885-3     | 터미널     | ↔        | 대덕       | 황금동, 중앙고, 구성, 지례                                                             | 4회       | 왕복 4회 터미널 방면 첫차 평일만 중앙중까지 운행                                                  |
| 885-5     | 터미널     | ↔        | 예서마을   | 황금동, 중앙고, 구성, 지례, 대덕, 대동                                                 | 6회       | 왕복 6회                                                                                          |
| 885-6     | 터미널     | ↔        | 장전       | 황금동, 중앙고, 구성, 지례, 속수, 증산, 청암사(장뜰)                                   | 1~2회     | 장전 방면 1회 터미널 방면 2회                                                                     |
| 885-6     | 봉계       | →        | 장전       | 코아루, 김천역, 터미널, 황금동, 중앙고, 구성, 지례, 속수, 증산, 청암사(장뜰)           | 1회       | 장전 방면 편도 운행 봉계~터미널 구간 토,휴일 운휴                                                 |
| 885-7     | 터미널     | ↔        | 장전       | 황금동, 중앙고, 구성, 지례, 속수, 동안리, 증산, 청암사(장뜰)                           | 4회       | 왕복 4회                                                                                          |
| 885-8     | 터미널     | ↔        | 장전       | 황금동, 중앙고, 구성, 지례, 대덕, 청암사(장뜰), 증산, 장전                             | 1회       | 왕복 1회                                                                                          |
| 885-9     | 터미널     | ↔        | 무풍       | 황금동, 중앙고, 구성, 지례, 대덕, 연화, 덕산                                           | 3회       | 왕복 3회 터미널 방면 막차 연화 미경유                                                             |
| 886       | 터미널     | ↔        | 영천       | 황금동, 중앙고, 구성, 지례, 속수, 대덕, 청암사(장뜰), 증산                             | 2회       | 왕복 2회                                                                                          |

### 순환버스
| 노선 번호 | 운행구간   | 운행구간 | 운행구간   | 경유지 | 운행 횟수 | 비고                                        |
| --------- | ---------- | -------- | ---------- | --- | --------- | ------------------------------------------- |
| 순환1     | 터미널     | →        | 김천구미역 | 지좌동, 무실삼거리, 용시, 김천구미역, LH아파트, 교통안전공단, 율곡초등학교, 용전사거리, 국립종자원, 국립농산물품질관리원 | 1회       | 평일 중앙중 출발 김천역 경유 후 터미널 경유 |
| 순환2     | 김천구미역 | →        | 김천구미역 | 국립농산물품질관리원, 국립종자원, 용전사거리, 율곡초등학교, LH아파트                                                     | 3회       |                                             |
| 순환3     | 김천구미역 | →        | 김천구미역 | LH아파트, 한국전력기술, 김천경찰서, 국립종자원, 국립농산물품질관리원                                                     | 1회       |                                             |
| 순환4     | 김천구미역 | →        | 김천구미역 | LH아파트, 교통안전공단, 율곡초등학교, 용전사거리, 국립종자원, 종상, 국립종자원, 율곡초등학교, LH아파트                   | 1회       |                                             |
| 순환5     | 터미널     | →        | 김천구미역 | 지좌동, 용시, 교통안전공단, 율곡초등학교, LH아파트                                                                       | 1회       | 편도 운행                                   |
| 순환6     | 김천구미역 | →        | 김천구미역 | LH아파트, 율곡초등학교, 용전사거리, 한국도로공사, 한국전력기술, LH아파트                                                 | 3회       |                                             |
| 순환7     | 김천구미역 | →        | 김천구미역 | LH아파트, 교통안전공단, 율곡초등학교, 용전사거리, 한국도로공사, 한국전력기술, LH아파트                                   | 1회       |                                             |
| 순환8     | 김천구미역 | →        | 김천구미역 | LH아파트, 율곡초등학교, 용전사거리, 국립종자원, 종상, 국립종자원, 용전사거리, 율곡초등학교, LH아파트                     | 2회       |                                             |
| 순환9     | 김천구미역 | →        | 김천구미역 | LH아파트, 한국전력기술, 김천경찰서, 한국도로공사, 용전사거리, 율곡초등학교, LH아파트                                     | 1회       |                                             |
| 순환10    | 김천구미역 | →        | 김천구미역 | 국립농산물품질관리원, 종상, 국립종자원, 한국도로공사, 한국전력기술, LH아파트                                             | 6회       |                                             |

## 타지역 차적의 버스 노선

### 구미시의 시내버스
| 노선 번호       | 운행구간          | 운행구간 | 운행구간              | 경유지 | 운행 횟수               | 비고                                                         |
| --------------- | ----------------- | -------- | --------------------- | --- | ----------------------- | ------------------------------------------------------------ |
| 51              | 김천터미널        | ↔        | 아포역                | 성의중고, 초곡리, 대신, 경북과학기술고→ 의리→ 지동→ 아포역→ 경북과학기술고                                                       | 1회                     | 구미시 미경유                                                |
| 51-1            | 김천터미널        | ↔        | 금오공과대학교        | 성의중고, 초곡리, 대신, 경북과학기술고, 의리, 지동, 아포역, 구미대학교, 구미역, 구미종합터미널, 신평시장, 비산사거리,            | 3회                     |                                                              |
| 52              | 김천터미널        | ↔        | 선산                  | 성의중고, 초곡리, 대신, 아포역, 서당, 고아읍                                                                                     | 1회                     |                                                              |
| 52-1            | 김천구미역 아포역 | ↔        | 선산                  | (초곡리), 아포역, 서당, 고아읍                                                                                                   | 2회 3회                 | 1회 지2동 경유                                               |
| 53              | 김천터미널        | ↔        | 구미터미널            | 성의중고, 초곡리, 대신, 아포역, 구미대학교, 구미역                                                                               | 21회                    | 1회 도량2동 경유 1회 제석리 경유 1회 터미널→ 석적 효성아파트 |
| 53-1            | 김천터미널        | ↔        | 구미터미널            | 성의중고, 초곡리, 대신, 아포농공단지, 아포역, 구미대학교, 구미역                                                                 | 4회                     |                                                              |
| 55              | 김천터미널        | ↔        | 석적 효성해링턴아파트 | 성의중고, 초곡리, 대신, 아포역, 구미대학교, 구미역, 구미종합터미널, 공단본부, 순천향병원, 남구미대교, 중리부영아파트             | 14회 김천발 15회 석적발 | 3회(김천발)/4회(석적발) 제석리 경유                          |
| 57              | 김천터미널        | ↔        | 금오공과대학교        | 성의중고, 초곡리, 대신, 아포역, 구미대학교, 구미역, 구미종합터미널, 신평시장, 비산사거리                                         | 14회                    |                                                              |
| 553             | 김천터미널        | ↔        | 구미터미널            | 성의중고, 김천(구미)역, 초곡리, 대신, 아포역, 구미대학교, 구미역                                                                 | 6회                     | 1회 터미널→ 석적 효성아파트                                  |
| 555             | 김천터미널        | ↔        | 석적 효성해링턴아파트 | 성의중고, 김천(구미)역, 초곡리, 대신, 아포역, 구미대학교, 구미역, 구미종합터미널, 롯데마트, 공단본부, 남구미대교, 중리부영아파트 | 4회 김천발 5회 석적발   | 김천 행 김천(구미)역 미경유                                  |
| 555-1           | 김천터미널        | ↔        | 구미터미널            | 성의중고, 초곡리, 대신, 아포역, 구미대학교, 구미역                                                                               | 7회                     |                                                              |
| 557             | 김천터미널        | ↔        | 금오공과대학교        | 성의중고, 초곡리, 대신, 아포역, 구미대학교, 구미역, 구미종합터미널, 신평시장, 비산사거리                                         | 4회                     |                                                              |
| 5000 KTX 리무진 | 김천터미널        | ↔        | 구미터미널            | 김천삼거리, 문성중학교, 김천구미역, 아포읍사무소, 구미대학교, 구미역                                                             | 16회                    |                                                              |
| 5100 KTX 리무진 | 김천터미널        | ↔        | 황상동                | 김천삼거리, 문성중학교, 김천구미역, 아포읍사무소, 구미대학교, 구미역, 구미터미널, 공단본부, 동락공원, 인동                       | 6회                     |                                                              |
| 5200 KTX 리무진 | 김천터미널        | ↔        | 이주단지              | 김천삼거리, 문성중학교, 김천구미역, 아포읍사무소, 구미대학교, 구미역, 구미터미널, 신평시장, 비산사거리, 금오공과대학교           | 4회                     |                                                              |

### 무주군의 농어촌버스
| 노선 | 운행구간 | 운행구간 | 운행구간 | 지선 (경유지) | 운행 횟수 | 비고 |
| ---- | -------- | -------- | -------- | ------------- | --------- | ---- |
| 대덕 | 무주     | ↔        | 대덕     |               | 3회       |      |

### 성주군의 농어촌버스
| 노선      | 운행구간 | 운행구간 | 운행구간 | 지선 (경유지)                                  | 운행 횟수 | 비고 |
| --------- | -------- | -------- | -------- | ---------------------------------------------- | --------- | --- |
| 김천~성주 | 터미널   | ↔        | 성주     | 지좌동, 덕곡주공, 농소, 옥산, 김천구미역, 월명 | 3회       | 성주 방면 막차 월명 미경유 터미널 방면만 덕곡주공 경유 터미널 방면 첫차만 김천구미역 경유 터미널 방면 1회 지좌동 미경유 |